# عامودا

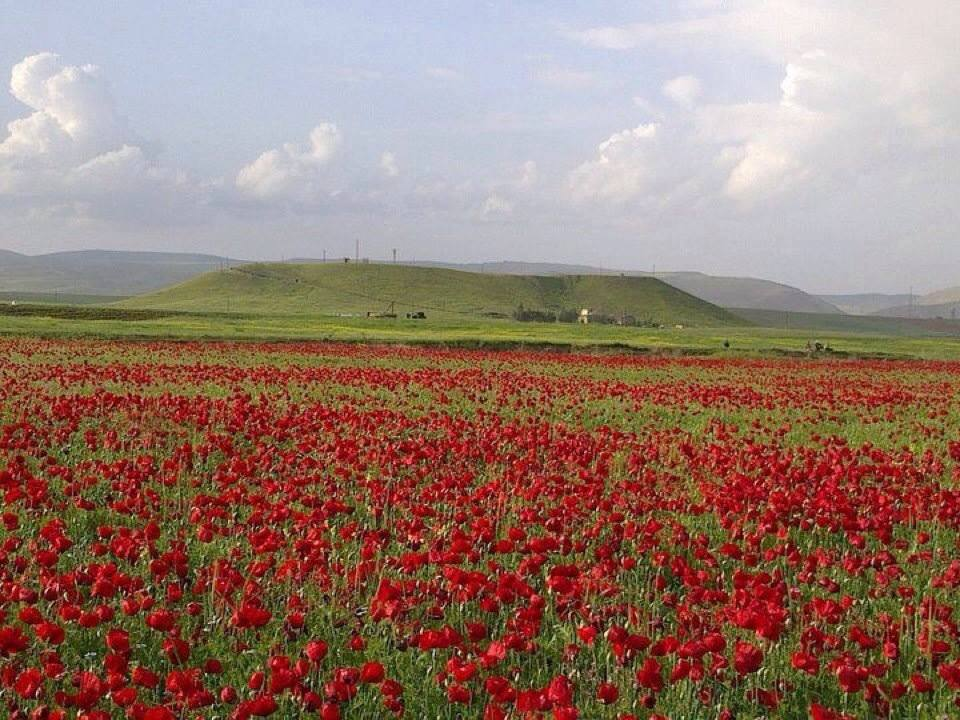
تل آمودا (کمالیه)

عامودا (به عربی: عامودا) (به کردی: Amûdê) یک منطقهٔ مسکونی در سوریه است که در استان حسکه قرار دارد. عامودا همچنین در زبان کردی Kanî Dara (چشمه دارا) خوانده می‌شود. در این منطقه دو شهر وجود دارد . یکی در داخل خود آمودا(عامودا) و دیگری در سمت مرز ترکیه در سه کیلومتری شمال شهر. در ادبیات قدیمی‌تر و برخی مدرن، شهر باستانی داخل آمودا، تل آمودا نامیده می‌شود، اما برای محلی‌ها نام آن تل شرمولا است، در حالی که تپه باستانی در سمت ترکی تل آمودا واقعی است که توسط مقامات ترکیه نام آن تغییر یافته به کمالیه  و تپه ایست باستانی  مربوط به هزاره سوم قبل از میلاد .عامودا ۲۶٬۸۲۱ نفر جمعیت دارد (۲۰۰۴)که 95 درصد ساکنان این شهر کرد و سایرین عرب و آشوری هستند . 

## تاریخچه
شواهد باستان شناسی از شرمولا که مربوط به دوره میانی آشوری است نشان می دهد که این شهر در اوایل سلطنت شلمانسر اول (1250 قبل از میلاد) تحت سلطه آشوری ها بوده است. 
شرمولا توسط الیزابت واگنر دوران و ژان ماری آینارد با شهر آشوری کولیشیناس (Kulišinaš) شناسایی شده است.   این شناسایی بر اساس الواح نوشته شده در کولیشینا است که توسط فروشنده ای که ادعا می کرد از شرمولا گرفته شده است، کشف و به موزه ها فروخته شده است. از این رو، شناسایی قطعی نیست، اگرچه شرمولا یک شهر آشوری میانه توسط باستان شناسی تایید شده است. 